# Metacucujus encephalarti
Metacucujus encephalarti — вид жуків родини Boganiidae.

## Поширення
Ендемік Південно-Африканської Республіки.

## Спосіб життя
Дорослі жуки та личинки живляться пилком саговників з родини замієвих.